# León II (papa)
León II (Mesina, c. 611-Roma, 3 de julio del 683) fue el 80.º papa de la Iglesia católica desde el 17 de agosto del 682 hasta su muerte en el 683.
Elegido papa en enero del 681, inmediatamente tras la muerte de su predecesor Agatón, fue el encargado de cerrar el Sexto Concilio Ecuménico.
Sin embargo, su consagración como pontífice no se produjo hasta más de un año después debido a que el emperador bizantino Constantino IV no confirmó la elección hasta que se anuló la excomunión que el citado concilio había decretado sobre el papa Honorio I por sus afinidades con el monotelismo.
Durante su pontificado, de menos de un año, puso fin definitivo al conflicto que enfrentaba al papado con el obispado de Rávena, el cual no reconocía la supremacía papal sobre la base de un decreto dictado por el emperador bizantino Constante II que establecía que los obispos de dicha ciudad no necesitaban ser consagrados por el papa.